# Old Shawneetown (Illinois)
Old Shawneetown es una villa ubicada en el condado de Gallatin en el estado estadounidense de Illinois. En el Censo de 2010 tenía una población de 193 habitantes y una densidad poblacional de 139,55 personas por km².

## Geografía
Old Shawneetown se encuentra ubicada en las coordenadas 37°41′50″N 88°8′24″O / 37.69722, -88.14000. Según la Oficina del Censo de los Estados Unidos, Old Shawneetown tiene una superficie total de 1.38 km², de la cual 1.38 km² corresponden a tierra firme y (0%) 0 km² es agua.

## Demografía
Según el censo de 2010, había 193 personas residiendo en Old Shawneetown. La densidad de población era de 139,55 hab./km². De los 193 habitantes, Old Shawneetown estaba compuesto por el 97.93% blancos, el 0.52% eran afroamericanos, el 1.04% eran amerindios, el 0% eran asiáticos, el 0% eran isleños del Pacífico, el 0% eran de otras razas y el 0.52% pertenecían a dos o más razas. Del total de la población el 0.52% eran hispanos o latinos de cualquier raza.